# مزمن شهری
مزمن شهری یا متروپولیتن مزمن (به انگلیسی: Chronically Metropolitan) فیلمی محصول سال ۲۰۱۶ و به کارگردانی خاویر مانریک است. در این فیلم بازیگرانی همچون شایلو فرناندز، اشلی بنسون، ادیسن تیملین، جاش پک، کریس نوت و مری-لوئیز پارکر ایفای نقش کرده‌اند.